# Scharlakansrosenfink
Scharlakansrosenfink (Carpodacus sipahi) är en asiatisk fågel i familjen finkar inom ordningen tättingar. Den förekommer i öppna bergsskogar från Himalaya till norra Vietnam. Beståndet anses vara livskraftigt. Dess närmaste släkting är rosenfinken.

## Kännetecken

### Utseende
Scharlakansrosenfinken är en medelstor till stor (18-19 cm) och kraftig fink med korta vingar och kraftig, benfärgad näbb. Hanen är karakteristiskt helt scharlakansröd, med mörkare vingar och stjärt. Honan är olivgrön med gul övergump. Unga hanar har orange övergump.

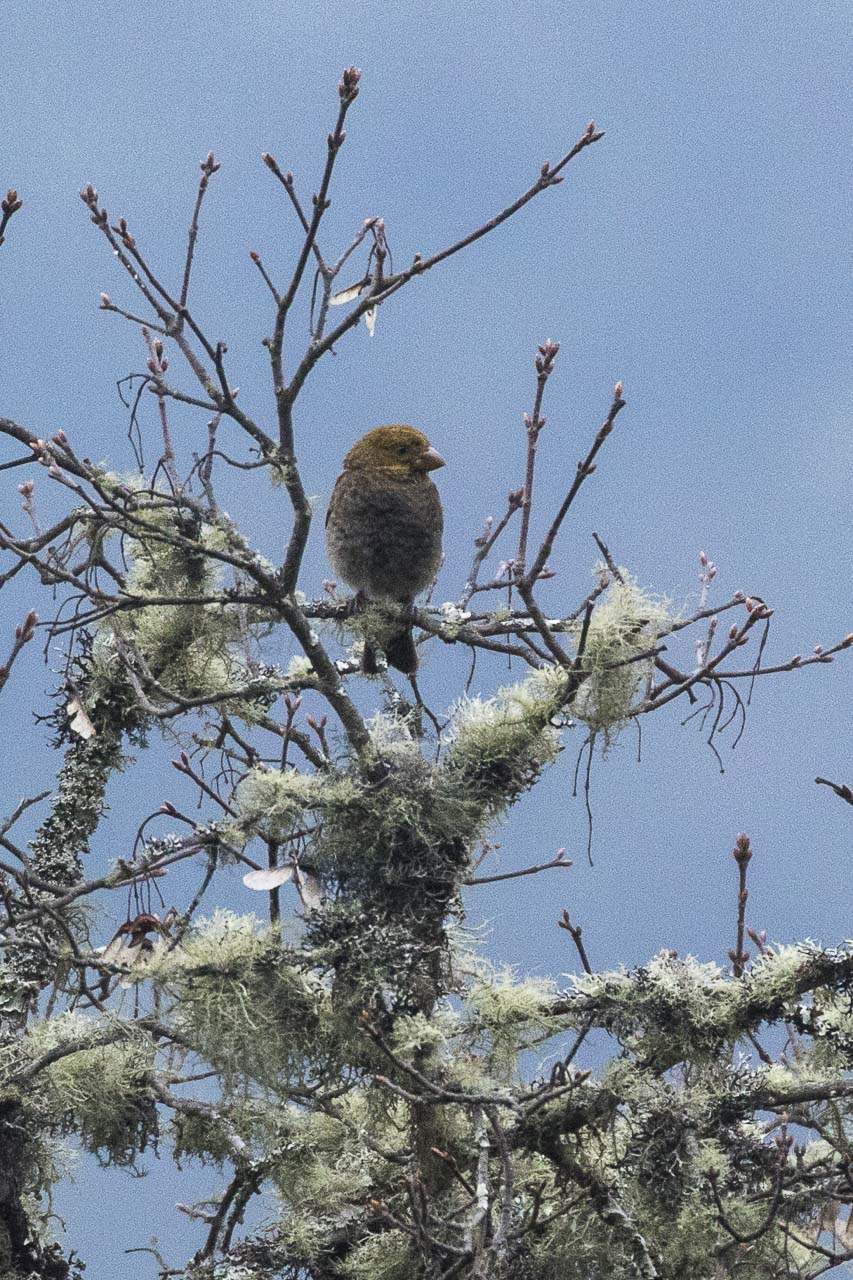

### Läte
Scharlakansrosenfinken sjunger en klar och fyllig, stigande sång som i engelsk litteratur återges som "par-ree-reeeeeee". Lätet är ett ljudligt "too-eee" eller "pleeau".

## Utbredning och systematik
Scharlakansrosenfink förekommer i Himalaya, i Nepal, sydvästra Kina, Myanmar, norra Laos och norra Vietnam. Den behandlas som monotypisk, det vill säga att den inte delas in i några underarter.

### Släktestillhörighet
Tidigare placerades den som ensam art i släktet Haematospiza. Genetiska studier visar dock att den är närmast släkt med rosenfink (Carpodacus erythrinus). De flesta taxonomiska auktoriteter expanderar därför Carpodacus till att inkludera sipahi, medan vissa istället behåller den i Haematospiza och bryter ut rosenfinken till det egna släktet Erythrina.

## Levnadssätt
Scharlakansrosenfinken häckar i öppen bergsskog med lövträd och gran på mellan 1600 och 3550 meters höjd, företrädesvis vid skogskanter och öppningar. Fågeln  livnär sig på olika sorters frön, knoppar och bär, ibland även små insekter. Den häckar mellan maj och juli och placerar sitt rätt stora bo sju till tolv meter ovan mark.

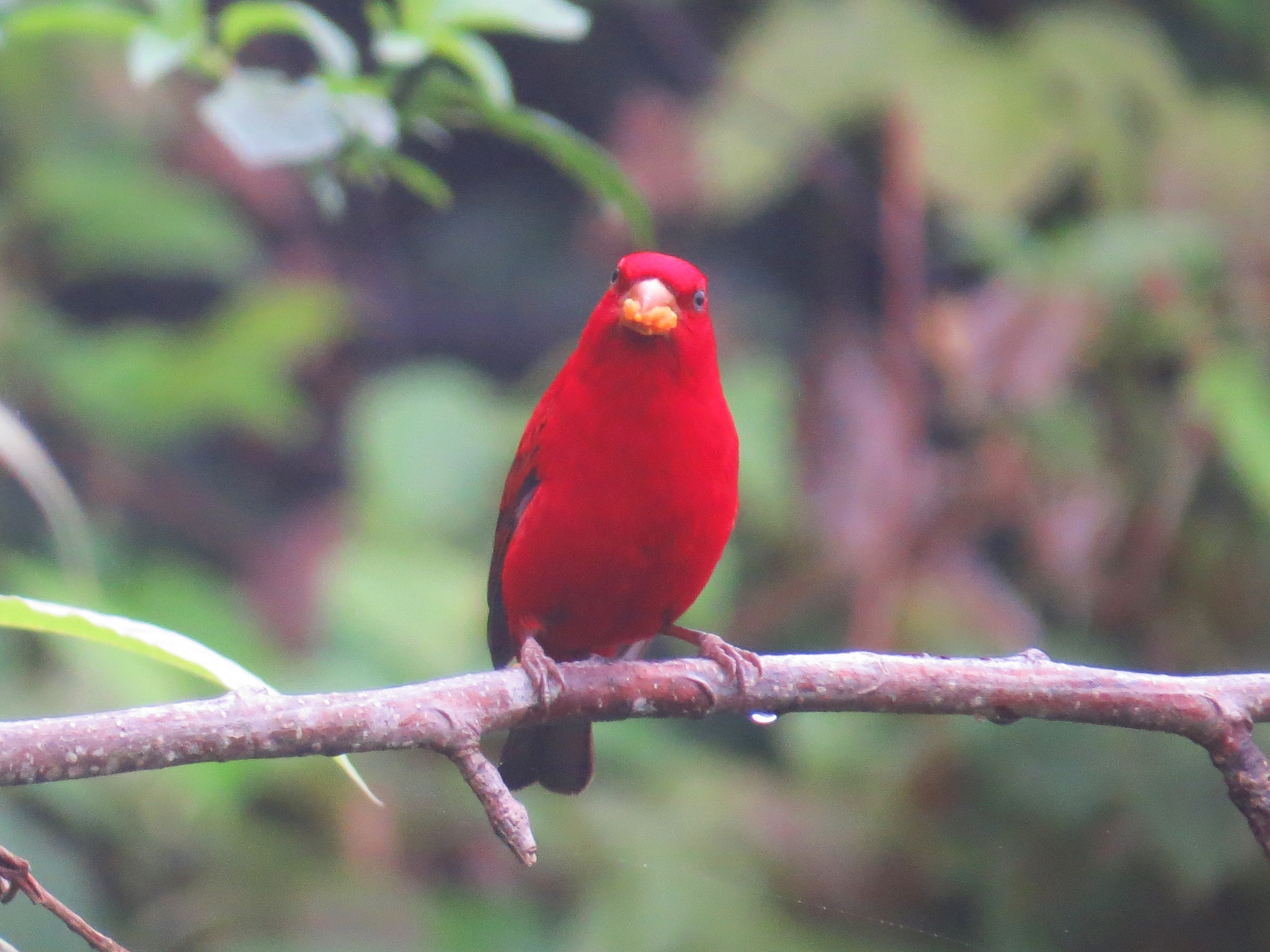

## Status och hot
Arten har ett stort utbredningsområde, men tros minska i antal, dock inte tillräckligt kraftigt för att den ska betraktas som hotad. Internationella naturvårdsunionen IUCN listar arten som livskraftig (LC). Världspopulationen har inte uppskattats men den beskrivs som fåtalig eller ovanlig.

## Namn
Fågelns vetenskapliga artnamn kommer av sipāhi, en soldat på urdu. På svenska har den tidigare kallats scharlakansfink men blev tilldelad nytt namn när det klarlagts att den är nära släkt med rosenfinkarna.